# KBS 뉴스 옴부즈맨
KBS 뉴스 옴부즈맨(영어: KBS News ombudsman)은 한국방송공사의 KBS 1TV에서 미디어 인사이드를 대신하여 매월 마지막 주 일요일 오후 5시 10분에 방송되었던 한국방송공사의 일요일 뉴스 비평 프로그램이었다.

## 기획 의도
- KBS 뉴스에 관한 다양한 시청자 의견을 전달한 옴부즈맨 프로그램이었다.
- 뉴스 보도 비평에 대해 독립적으로 분석을 수행할수 있는 전문가 및 패널들이 참여를 통해 시청자가 KBS 뉴스의 투명성과 공정성을 높이기 위한 한국방송공사의 매월 마지막 주 일요일 저녁 KBS 뉴스 시청자 의견 옴부즈맨 프로그램이다.

## 방송 시간
※ 《KBS 뉴스특보》나 공휴일이나 특집 프로그램이 편성될 경우에는 매월 마지막 주 일요일의 방송 시간이 상시 변동될 수 있었음.
| 방송 채널 | 방송 기간                          | 방송 시간                                     |
| --------- | ---------------------------------- | --------------------------------------------- |
| KBS 1TV   | 2011년 11월 27일 ~ 2016년 6월 26일 | 매월 마지막주 일요일 오후 5시 10분 ~ 5시 40분 |

## 진행자
- (故)박태남 (남) - KBS의 前 아나운서

| 역대 | 진행자                 | 진행 기간                          |
| ---- | ---------------------- | ---------------------------------- |
| 1기  | 유애리 前 아나운서     | 2011년 11월 27일 ~ 2014년 4월 27일 |
| 2기  | (故)박태남 前 아나운서 | 2014년 6월 29일 ~ 2016년 6월 26일  |

## 결방 사유
- 2014년 5월 25일 : 세월호 침몰 사고 여파로 인한 결방

## 같이 보기
- TV비평 시청자데스크